# Megalodes prolixa
Megalodes prolixa là một loài bướm đêm trong họ Noctuidae.